# Thương Ấm
Thượng Ấm là một xã thuộc huyện Sơn Dương, tỉnh Tuyên Quang, Việt Nam.

## Diện tích, dân số
Xã có diện tích 22,55 km², dân số năm 1999 là 4882 người, mật độ dân số đạt 216 người/km².